# Agrostis rudis
Agrostis rudis é uma espécie de gramínea do gênero Agrostis, pertencente à família Poaceae.